# دراواپیشکی
دراواپیشکی (به مجاری:  Drávapiski) یک منطقهٔ مسکونی در مجارستان است که در ناحیه شیکلوش واقع شده‌است. دراواپیشکی ۴٫۹۱ کیلومتر مربع مساحت و ۷۹ نفر جمعیت دارد.